# Melanolamia melaleuca
Melanolamia melaleuca là một loài bọ cánh cứng trong họ Cerambycidae.